# Cygańska miłość
Cygańska miłość (niem. Zigeunerliebe) – operetka Franza Lehára w trzech aktach z 1909 roku. Premiera miała miejsce w Wiedniu w Carl-Theater 8 stycznia 1910 roku. Libretto zostało napisane przez Alfreda Willnera i Roberta Bodanzky’ego.

## Historia utworu
Latem 1908 roku Lehár podjął się napisania muzyki do libretta Wallnera i Bodanzky’ego. Libreciści poddali mu tym razem temat zwracający się ku jego stronom rodzinnym, w którym niewiele miejsca pozostawało na zabawę i uśmiech. Temat, obfitujący w dramatyczne spięcia, narzucał zupełnie nowe rozwiązania muzyczne, bliskie operowym tęsknotom Lehára. Powstała muzyka drapieżna i zarazem sentymentalna; twórcy nie byli pewni, jak na tak odmienny utwór zareaguje publiczność. Partytura, pisana równocześnie z Dzieckiem księcia i Hrabią Luksemburg, była gotowa pod koniec lata 1909 roku; prapremiera operetki odbyła się w Carl-Theater w Wiedniu 8 stycznia 1910 roku.
Premierę przyjęto owacyjnie. Publiczność przez 100 wieczorów wypełniała bez przerwy salę teatru. Jeszcze w 1911 roku utwór dotarł do Nowego Jorku (Globe Theater), 16 grudnia 1911 w nowej wersji miał francuską premierę w Marsylii. Wcześniej, 5 listopada, dotarł do Warszawy.
Krytyka przyjęła operetkę chłodno; wielu recenzentów uznało operetkę za dziwną i melancholijną operetkę, różnili się też w jej ocenach. Stawiając różne zarzuty pod adresem muzyki, podkreślali jednocześnie jej niewątpliwe walory instrumentacyjne, które świadczyły o tym, że Lehár śledził nie tylko to, co działo się w teatrach operetkowych, ale i na salach koncertowych, umiał przeszczepiać nowoczesną harmonikę, stosować nowe zasady instrumentacyjne.
Często natomiast prasa żartowała z libretta, spłycając je w paruzdaniowych recenzjach. Po berlińskiej premierze czasopismo Das Theater uznało nawet, że Cygańska miłość jest odwrotnością Carmen. Tam demoniczna Cyganka uwodzi Don Josego, który zaślepiony miłością dla niej traci honor oficera, po czym porzuca go dla Escamilla, tu demoniczny Jozsi uwodzi Zorikę, która dla niego wyrzeka się wszystkiego, po czym porzuca ją dla Ilony.
W 1915 roku Lehár dopisał do partytury jeden ze swych najlepszych utworów, czardasza Ilony Hör' ich Cymbalklänge ("Słyszę dźwięki cymbałów").

## Osoby
| Rola                               | Głos    | Aktor z premiery 8 stycznia 1910 |
| ---------------------------------- | ------- | -------------------------------- |
| Jonel Bolescu                      | tenor   | Max Rohr                         |
| Kajetan Dimitreanu, syn burmistrza | tenor   | Hubert Marischka                 |
| Piotr Dragotin                     | baryton | Richard Waldemar                 |
| Józsi, skrzypek cygański           | tenor   | Willi Strehl                     |
| Zorika, córka Dragotina            | sopran  | Grete Holm                       |
| Jolanta, siostrzenica Dragotina    | sopran  | Lotte Koppel                     |
| Ilona von Köröshaza, hrabina       | sopran  | Mizzi Zwerenz                    |
| Julika, niańka Zoriki              | alt     |                                  |
| Michał                             | bas     |                                  |
| Moschu                             | baryton |                                  |
| Pani von Kérem                     | sopran  |                                  |

## Treść

### Akt I
Zorika, córka bogatego ziemianina z Siedmiogrodu spędza poranek w lesie nad rzeką Czerną. Wieczorem ma poślubić młodego szlachcica Jonela Bolescu. Nie jest jednak pewna swych uczuć. Grający na skrzypkach Joszi wyzwala w niej dziwne tęsknoty i marzenia o wolnym, nie skrępowanym konwenansami świecie gwałtownych namiętności. Zorika chciałaby uciec gdzieś w nieznane z Cyganem. Josziemu podoba się młoda dziewczyna, obiecuje więc że przyjdzie zagrać na jej weselu, chociaż szczerze zazdrości Jonelowi, który jest jego przyrodnim bratem. Stary Bolescu uwiódł przed laty matkę Josziego.
Piastunka Zoriki ostrzega Josziego, żeby nie wszczynał burd na weselu; mówi mu też, że Zorika to "zaczarowana dziewczyna", ochrzczona w wodach Czerny i pozostająca pod opieką duchów rzeki; jeśliby napiła się wody z Czerny, mogłaby poznać całą swą przyszłość.
Ojciec Zoriki Piotr Dragotin przygotowuje córce huczne weselisko. Sam też myśli o małżeństwie z piękną sąsiadką, hrabiną Iloną. O zamążpójściu marzy także jego szesnastoletnia siostrzenica Jolanta, która upatrzyła sobie na męża syna burmistrza, Kajetana.
W domu zjawiają się goście weselni i narzeczony Zoriki, Jonel. W pięknej pieśni prosi swą ukochaną, by podarowała mu różę. Zorika jednak zamiast jemu rzuca różę w nurt Czerny. Dragotin chcąc rozładować sytuację, nakazuje córce pocałować Jonela. Przeciw temu protestuje jednak, pojawiający się niespodziewanie Joszi. I chociaż Joszi odchodzi atmosfera wyraźnie się pogarsza. Pozostająca na dworze Jolanta zatrzymuje przy sobie Kajetana i wymusza na speszonym chłopcu pocałunki i miłosne wyznania. Nieporadnemu Kajetanowi z pomocą przychodzi Ilona dając mu lekcję pocałunku.
Zorika spotyka się z Joszim. Prosi go, aby przygotował konie; o świcie chce z nim uciec w świat. Tymczasem idzie nad brzeg Czerny, pije z niej wodę i zasypia.

### Akt II
W karczmie Michała zjawiają się Zorika z Joszim. Dwa lata wędrowali po świecie, teraz powrócili w rodzinne strony. Zorika przystała do Cyganów, i choć nie skarży się na swój los, po nocach wypłakuje oczy. Joszi nie kwapi się do ślubu z nią, natomiast wszędzie chętnie rozgląda się za innymi kobietami. Teraz też otacza go wianuszek dawnych znajomych. Pytała też o niego hrabina Ilona. Hrabina Ilona urządza wielkie przyjęcie i szuka specjalnej atrakcji na wieczór. Zorika proponuje odegranie przed gośćmi cygańskiego wesela. Wszyscy się zgadzają, a Zorika posyła Michała po prawdziwego księdza. Chce, aby to wesele było dla niej prawdziwe, by Joszi pojął ją wreszcie za żonę.
Zjawiają się goście: Dragotin, który nadal nie umie nakłonić Ilony do małżeństwa, bo ta myśli tylko o Joszim oraz Jolanta z Kajetanem, już po ślubie i z dwojgiem dzieci. Kajetan choć znajduje się całkowicie pod pantoflem żony, kocha ją bezgranicznie. Hrabina Ilona wypytuje Josziego czy faktycznie bierze dzisiaj ślub, ten jednak uchyla się od odpowiedzi. Zorika zdaje sobie sprawę, że Joszi już jej nie kocha, choć poświęcił dla niego dom, ojca i narzeczonego, powraca do niej pieśń, którą niegdyś śpiewał Jonel: Nie kocha Cię tamten, nie kocha jak ja!... Cygańska miłość - to miłóść zła.
Rozpoczyna się cygańskie wesele. Wśród gości Zorika dostrzega ojca. Dragotin nie przyznaje się jednak do niej, twierdząc, że nie ma córki wśród Cyganów. Joszi chcąc upokorzyć Zorikę, każe jej tańczyć i śpiewać dla gości. Mówi jej też otwarcie, że nie weźmie z  nią ślubu.

### Akt III
Zorika śpi nad wodami Czerny, a Jonel śpiewa jej pieśń o dzikiej różyczce. Jolanta zmusza wreszcie Kajetana do oświadczyn. Dragotin dla świętego spokoju udziela im błogosławieństwa. Natomiast Ilona uchyla się jego staraniom, woli pozostać samotna. Joszi spieszy do taborów, bo o świcie Cyganie mają wyruszyć w dalszą drogę. Ilona jest rozczarowana, że Joszi odchodzi, jednak na odchodnym wynagradza go po królewsku, obsypując złotymi monetami.
Zorika budzi się ze snu. Czeka na nią Jonel. Dzięki sennym wizjom zrozumiała gdzie jest jej prawdziwa miłość i szczęście. Dobre duchy Czerny ostrzegły ją przed nierozważnym krokiem, cygańską miłością. Z pełnym przekonaniem może teraz powiedzieć Jonelowi: Kocham cię! Kocham cię - i to tylko wiem!.

## Wędrowny czeladnik
W 1943 roku Lehár przerobił operetkę na węgierską operę bez dialogów mówionych pod tytułem Wędrowny czeladnik (pol. Garabonciás Diák). Jeszcze w 1942 roku otrzymał wiadomość, że utalentowany węgierski dramaturg, dziennikarz i krytyk Ernö Innocent-Vincze (1903–1978) zamierza przełożyć libretto Cygańskiej miłości na węgierski. Ostatecznie napisał je właściwie na nowo. Akcję przeniósł na Węgry w okresie rewolucji 1848 roku, a bohaterem uczynił młodego studenta Garabonciása, który porzuca naukę i organizuje oddział rewolucyjny. Dzięki odwadze i szczęściu Węgrzy przypisują mu nadludzką moc. W przystojnym bohaterze zakochuje się Sarika, córka bogatego właściciela ziemskiego, niechętna wybranemu przez ojca narzeczonemu. Sarika zamierza dołączyć do oddziału powstańczego, przedtem jednak pije wodę z zaczarowanej rzeki i dzięki temu widzi swą przyszłość. Student-rewolucjonista po upadku powstania musi uciekać. Ukrywa się w taborze cygańskim, stacza się i pociąga Sarikę za sobą. Sarika budzi się i powraca do rodzinnego domu i kochającego ją narzeczonego.
Lehár przeorkiestrował operetkę, zastąpił sceny mówione recytatywami i dopisał kilka scen baletowych. Jedna z nich Taniec wróżek (Feetanz) napisana 16 stycznia 1943 roku jest jego ostatnią ukończoną kompozycją. Premiera odbyła się 20 lutego 1943 w Operze Królewskiej w Budapeszcie. Dyrygent, który miał ją poprowadzić zachorował 8 dni wcześniej i na podium dyrygenta stanął 73-letni kompozytor, po raz ostatni obdarzony burzliwą owacją. Dyrygował także następnym spektaklem, lecz zaraz potem poczuł się źle i samolotem został przetransportowany do Wiednia.